# (16083) Jórvík
(16083) Jorvik est un astéroïde de la ceinture principale.

## Description
(16083) Jorvik est un astéroïde de la ceinture principale. Il fut découvert le 12 octobre 1999 à l'Observatoire Kleť par Jana Tichá et Miloš Tichý. Il présente une orbite caractérisée par un demi-grand axe de 2,17 UA, une excentricité de 0,21 et une inclinaison de 6,1° par rapport à l'écliptique.

## Compléments